# قلعه کند گرمادوز
قلعه کند گرمادوز مربوط به سدهٔ ۶ تا ۸ ه.ق است و در شهرستان کلیبر، بخش آبش احمد، دهستان آبش احمد، روستای قلعه کندی واقع شده و این اثر در تاریخ ۲۷ بهمن ۱۳۸۷ با شمارهٔ ثبت ۲۴۴۹۸ به‌عنوان یکی از آثار ملی ایران به ثبت رسیده است.